# Apito de Ouro
Sociedade Esportiva e Recreativa Apito de Ouro é uma escola de samba de Tapes (Rio Grande do Sul), Rio Grande do Sul.

## História
O bloco carnavalesco Apito de Ouro, sediado em Tapes, foi fundado por Maria Irma Ferreira de Oliveira, por volta de 1969. Ela criou o bloco com o objetivo de oferecer um baile para a comunidade negra, em uma época em que havia segregação racial em eventos sociais.
A escola é a maior vencedora do carnaval da cidade, tendo conquistado o tetracampeonato consecutivo entre 2008 e 2011.
No ano de 2010 apresentou o enredo sobre a música com o título: "Sua majestade a música" e foi campeã em Tapes.
A Apito de Ouro contratou o intérprete Daniel Collête para o carnaval de 2011, em que apresentou o enredo: "Halloween, a Festa das Bruxas", ficando na segunda posição do grupo de acesso do carnaval de Porto Alegre e sendo campeã de sua cidade.
Para o ano seguinte, a escola apresentou um enredo sobre o sonho de um pescador que, ao adormecer na areia, via Nelson Mandela navegando pelos recantos da Lagoa dos Patos, enredo este que tinha o objetivo de apresentar a cultura de origem africana daquela região.
Em julho de 2014, a diretoria da escola comunicou que não mais participaria, a partir do ano seguinte, do Carnaval de Porto Alegre, alegando dificuldades logísticas, pedindo assim desligamento da AECPARS.

## Segmentos

### Presidentes
| Nome                 | Mandato      | Ref.   |
| -------------------- | ------------ | ------ |
| Marco Pilger         |              | [ 12 ] |
| Helenai Xavier Ramos | ?-atualidade | [ 2 ]  |

## Carnavais
| Ano  | Colocação (Porto Alegre) | Grupo (Porto Alegre) | Tapes         | Enredo                                                                          | Ref.                        |
| ---- | ------------------------ | -------------------- | ------------- | ------------------------------------------------------------------------------- | --------------------------- |
| 2010 | *                        | *                    | Campeã        | Sua majestade a música.                                                         | [ 7 ]                       |
| 2011 | Vice-campeã              | Acesso               | Campeã        | Halloween, a Festa das Bruxas.                                                  | [ 6 ]                       |
| 2012 | 4º lugar                 | Acesso               | Hors Concours | O Vôo da Fênix Sobre o Vale do Sinos: Apito de Ouro Conta Uma História Capilé.  | [ 12 ] [ 13 ] [ 14 ] [ 15 ] |
| 2013 | 3º lugar                 | Acesso               | Vice-campeã   | Apito de Ouro Faz o Prato Principal. Arroz, o Ouro Branco na Festa do Carnaval. | [ 16 ] [ 17 ] [ 18 ]        |
| 2014 | 3º lugar                 | Acesso               | Hors Concours | Fantástica viagem de Nelson Mandela à Lagoa dos Patos                           | [ 10 ] [ 19 ] [ 20 ]        |
| 2015 | *                        | *                    | Campeã        | Sou Tapes, sou arte, sou de ouro, sou Apito até morrer                          | [ 2 ]                       |
| 2016 | *                        | *                    | Campeã        | Os Templos Umbanda”, intitulado “IglaImolé – Uma viagem, nos templos de Umbanda | [ 21 ]                      |
| 2017 | *                        | *                    | Campeã        | Não me leve a mal, hoje é Carnaval                                              | [ 22 ]                      |

## Prêmios
Estandarte de Ouro em Porto Alegre
Grupo de Acesso
- 2012: 2ª porta-estandarte.[23]

Estandarte de Ouro em Tapes
- 2015: Comissão de frente, evolução, tema enredo, enredo, fantasias; e alegorias e adereços.[2]